# Benjamin F. Harding
Benjamin Franklin Harding (4 tháng 1 năm 1823 - 16 tháng 6 năm 1899) là luật sư và nhà chính trị người Mỹ đến từ Pennsylvainia. Harding cũng từng là Thượng nghị sĩ Hoa Kỳ đến từ Oregon (1862 - 1865), Bí thư Lãnh thổ bang Oregon (1855 - 1859) và là Chủ tịch Hạ viện của bang Oregon (1860 - 1861).